# Хинштейн, Александр Евсеевич
Алекса́ндр Евсе́евич Хинште́йн (род. 26 октября 1974, Москва, РСФСР, СССР) — российский журналист и политический деятель. Временно исполняющий обязанности губернатора Курской области с 5 декабря 2024 года.
Депутат Государственной думы Федерального собрания Российской Федерации IV, V, VI, VII и VIII созывов (2003—2024). Заместитель секретаря Генерального совета партии «Единая Россия» с 23 ноября 2019 года. Председатель комитета Государственной думы Федерального собрания Российской Федерации по информационной политике, информационным технологиям и связи (2020—2024). В 1990-х годах опубликовал ряд громких журналистских расследований, на основании которых возбуждались уголовные дела, касающиеся высокопоставленных чиновников. Автор 10 книг.
Постоянный участник общественно-политических программ на федеральных российских телевизионных каналах, где выступает с прогосударственных позиций.
Из-за вторжения России на Украину находится под международными санкциями Евросоюза, США, Великобритании и ряда других стран.

## Биография
Родился в еврейской семье. Отец Евсей Абрамович Хинштейн (род. 1929) и мать Инна Абрамовна Регирер (1940—2017) — инженеры. Дед по материнской линии — сержант Абрам Харитонович Регирер (1908—1943), уроженец местечка Кролевец, погиб в августе 1943 года в боях Великой Отечественной войны в районе сёл Пролетарское и Водяховка.

### Образование
В 1991 году окончил московскую среднюю школу № 193.

Моя молодость совпала с изменением государства. Я окончил школу в последний год советской власти, и очень многое происходившее потом со страной я имел возможность наблюдать в какой-то степени изнутри. Каждое утро я просыпался в ожидании чего-то нового. Это был огромный драйв, огромное удовольствие.
— Александр Хинштейн
В 1996 году поступил на факультет журналистики Московского государственного университета имени М. В. Ломоносова, который окончил в 2001 году.
В 2007 году окончил Московский университет МВД России по специальности «правоведение».
В 2013 году прошёл профессиональную переподготовку в РАНХиГС при Президенте Российской Федерации по «Программе переподготовки высшего уровня резерва управленческих кадров».

## Журналистская работа
В 1991 году начал работать внештатным корреспондентом в газете «Московский комсомолец», в 1992 году был включён в штат. Первоначально как корреспондент писал для рубрики «Происшествия», позже стал политическим обозревателем при главном редакторе Павле Гусеве.

Я не мечтал о журналистской карьере, никогда не было этого в мыслях. Но так сложились обстоятельства, что я оказался в газете сразу после окончания школы. Эта жизнь меня захватила. Я считал, что не может быть работы интересней. Я смотрел на людей и удивлялся: как вы можете другой работой заниматься? Как вы не понимаете, что самое главное и интересное — оно вот здесь?
— Александр Хинштейн
В конце 1994 года опубликовал большую статью о Владимире Жириновском, в которой впервые привёл малоизвестные факты о лидере партии ЛДПР. Однако широкую известность Хинштейн получил в 22 года, после публикации 15 ноября 1996 года в «Московском комсомольце» расшифровки аудиозаписи разговора от 22 июня того же года между сотрудниками предвыборного штаба Бориса Ельцина: бывшим первым вице-премьером Анатолием Чубайсом, первым помощником главы государства Виктором Илюшиным и заместителем гендиректора группы «Мост» по связям с общественностью Сергеем Зверевым. Беседа затрагивала конфликт из-за «коробки из-под ксерокса» между группой предпринимателей (Борис Березовский, Владимир Гусинский, Анатолий Чубайс и др.) и главами президентских силовых структур (начальник Службы безопасности президента Александр Коржаков, директор Федеральной службы безопасности Михаил Барсуков).
В период с 1996 по 1998 года опубликовал несколько материалов о коррупции в ФАПСИ (Дело Старовойтова — Монастырецкого).
В начале 1999 года опубликовал ряд статей, посвящённых деятельности частного охранного предприятия «Атолл», принадлежавшего Борису Березовскому и организовавшего незаконную слежку за высокопоставленными чиновниками, в том числе членами «семьи» Ельцина. После январской публикации прокуратура возбудила уголовное дело, в десятках подконтрольных Березовскому и Абрамовичу прошли обыски, подтвердившие факты слежки. Однако замглавы МВД Владимир Рушайло, о котором также писал Хинштейн, вернул вещдоки «Атоллу». Вскоре за журналистом была организована слежка, а его телефонные разговоры прослушивались.

Мне было 24 года, когда я вступил в прямую схватку с не самыми последними людьми того времени. Борис Абрамович Березовский, на тот момент один из самых влиятельнейших людей в стране, фактически объявил меня своим личным врагом. Личную вендетту мне объявил тогдашний министр внутренних дел Владимир Борисович Рушайло. За мной гонялся весь центральный аппарат МВД: объявляли в розыск, бросали за решётку.— Александр Хинштейн
По собственному признанию, работая журналистом, сотрудничал со спецслужбами, получая от их представителей видеозаписи и другие материалы.
С сентября 1999 года по декабрь 2002 года Александр Хинштейн был автором и ведущим еженедельной информационно-публицистической программы «Секретные материалы» на канале «ТВЦ».
Широкую известность получили выступления Хинштейна против Михаила Зурабова, занявшего в марте 2004 году пост министра здравоохранения и социального развития в правительстве Михаила Фрадкова. Вскоре журналист сообщил, что, по полученным им сведениям, семья Зурабова приобрела в Истринском районе Подмосковья участок земли, не подлежащий приватизации и по сверхнизкой цене. Дело вызвало огромный общественный резонанс. В результате прокуратура сняла претензии к Зурабову, после того как статус участка был изменён: не для дачного хозяйства, а на рекреационные цели, что не препятствовало его продаже.
Выступал Хинштейн и с другими обвинениями в адрес Зурабова: предложенной им реформы по монетизации социальных льгот (2005), проведённой, по мнению журналиста, в интересах крупных фармацевтических и медицинско-страховых компаний, находящихся под патронажем Зурабова; в связи со скандалом в Федеральном фонде обязательного медицинского страхования (2006), когда семь его руководителей, в том числе директор Андрей Таранов, были арестованы по обвинению в нецелевом использовании бюджетных средств и получении взяток. В 2007 году Хинштейн продолжил критиковать Зурабова, требуя его отставки: очередным поводом стала острая нехватка льготных лекарств в стране Зурабов ушёл в отставку в сентябре 2007 года, вместе со всем кабинетом.
Летом 2005 года, уже будучи депутатом Госдумы, Александр Хинштейн опубликовал в «Московском комсомольце» ряд статей о приватизации государственных дач «Сосновка-1» и «Сосновка-3» в районе Троице-Лыково на северо-западе Москвы. Решение об их продаже было принято в 2003 года по распоряжению действовавшего тогда премьер-министра Михаила Касьянова. Покупателем одной из дач стал сам Касьянов, вторую приобрёл предприниматель Михаил Фридман. В 2006—2007 годах результаты аукциона были отменены, а дачи возвращены государству.

## Деятельность в Государственной думе
Впервые попытку избраться в Государственную думы Хинштейн сделал 19 декабря 1999 года. Он баллотировался от группы избирателей в Государственную думу РФ III созыва по Орехово-Борисовскому одномандатному округу № 197 (Москва). По итогам голосования занял второе место с результатом 16,13 %. Депутатом от округа стал бывший директор Федеральной пограничной службы РФ Андрей Николаев (17,9 %).

### Государственная дума IV, V и VI созывов

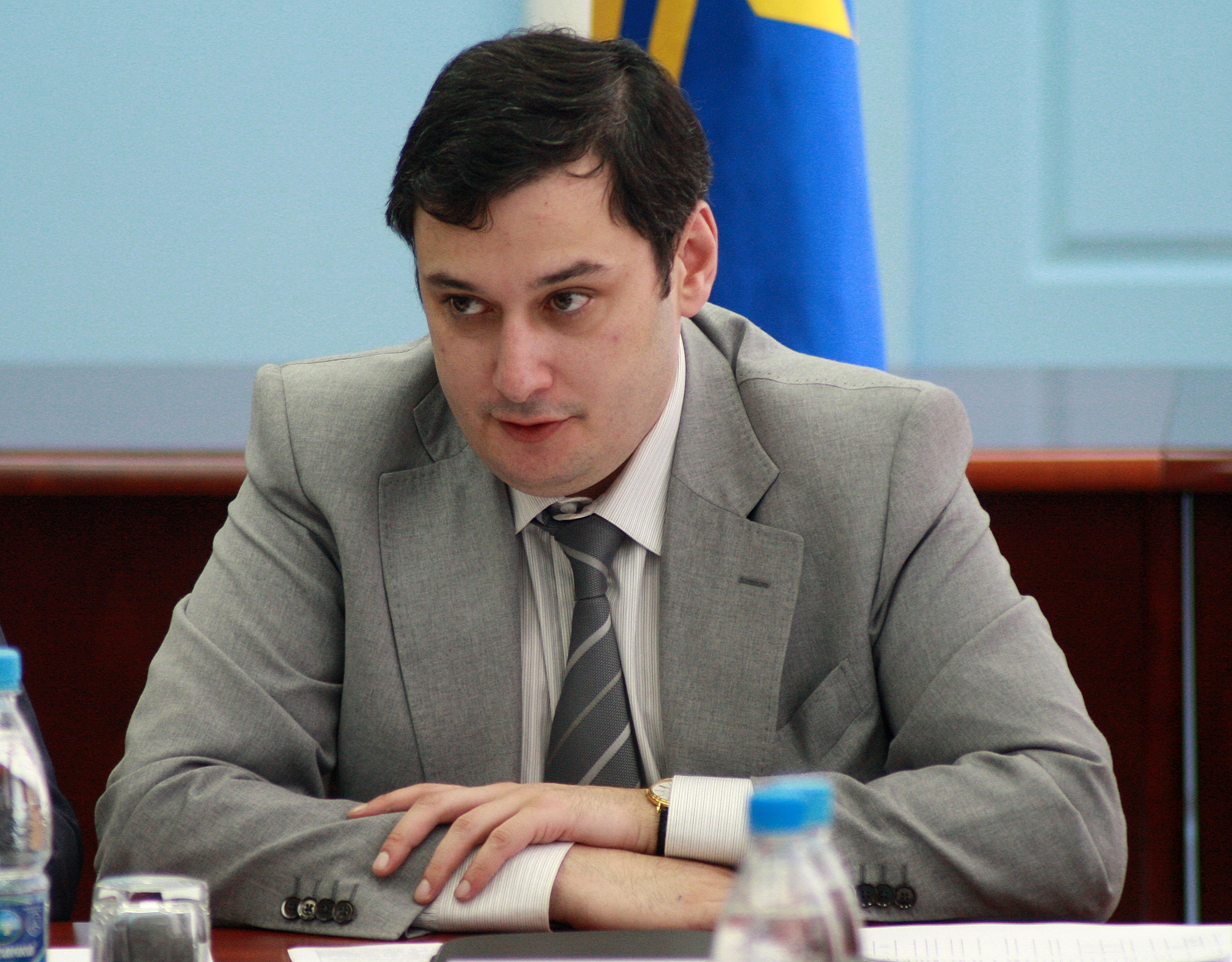
Александр Хинштейн весной 2012 года на заседании в мэрии Тольятти по обманутым дольщикам

В 2003 году Александр Хинштейн вступил в партию «Единая Россия». 7 декабря того же года был избран депутатом Государственную думу РФ IV созыва от Семёновского одномандатного избирательного округа № 122 (Нижегородская область). Набрал 38,79 % голосов избирателей, вдвое опередив кандидата от Аграрной партии Николая Костерина (19,22 %). В Думе вошёл во фракцию «Единой России», в 2004—2005 годах был членом комитета по безопасности, с апреля 2005 — заместителем председателя комитета по промышленности, строительству и наукоемким технологиям. Также Александр Хинштейн был сопредседателем рабочей группы по изучению практики расходования бюджетных средств, направляемых на финансирование дорожного строительства и инвестиций в дорожное строительство. Входил в межфракционное объединение «Авиация и космонавтика России». Был также заместителем председателя комиссии Парламентского собрания Союза Беларуси и России по информационной политике и взаимодействию с общественными объединениями.
В 2004—2005 годах Хинштейн выступал с критикой правительственной реформы по монетизации льгот, подразумевающей замену натуральных льгот денежными компенсациями. Также в конце января 2005 года подписал обращение 101 депутата с предложением внести на рассмотрение Думы вопрос об отставке правительства Михаила Фрадкова, инициированный фракциями КПРФ и «Родина», но затем отозвал подпись, не согласившись с мотивировочной частью проекта.
С 2006 года активно занимался проблемой «обманутых дольщиков», инициировал ряд законов в этом направлении. Возглавлял рабочую группу партии «Единая Россия» по защите прав вкладчиков и дольщиков. Занимался координацией работы по решению проблем пострадавших граждан. Вплоть до 2016 года возглавлял рабочую группу Президиума Генерального совета партии по защите прав дольщиков и вкладчиков.
В 2007 году был повторно избран в Госдуму по спискам «Единой России», был четвёртым номером в региональной группе № 56 (Нижегородская область). В Государственной думе V созыва входил во фракцию «Единой России», был членом Комитета по промышленности, председателем подкомитета по автомобильной промышленности, членом Комиссии по законодательному обеспечению противодействия коррупции.
В 2009 году Александр Хинштейн был включён в кадровый резерв управленческих кадров, находящихся под патронажем президента РФ («президентский резерв»).
В 2011 году был отобран кандидатом в депутаты по итогам внутрипартийных праймериз. На выборах 4 декабря избран в Государственную думу VI созыва по спискам «Единой России», был третьим номером в региональной группе № 64 (Самарская область). Смену делегировавшего региона Хинштейн разъяснял сложностями во взаимодействии с властями Нижегородской области. В Думе был членом партийной фракции. Занимал пост заместителя председателя комитета Госдумы по безопасности и противодействию коррупции.

### Росгвардия
В мае 2016 года Хинштейн отказался от участия в праймериз «Единой России». Это произошло на фоне натянутых отношений с высокопоставленными чиновниками Нижегородской и Самарской областей, в частности незадолго до праймериз Хинштейн активно критиковал главу Самары Олега Фурсова за скандальное празднование дня рождения. Отказ от участия в предварительном голосовании закрывал возможность участвовать в выборах в Госдуму VII созыва. После этого Хинштейн получил новую работу — стал советником по СМИ секретаря генсовета «Единая Россия» Сергея Неверова. В должности он отвечал за выборы в Госдуму в регионах с межэлитными конфликтами.
24 октября 2016 года назначен советником директора Федеральной службы войск национальной гвардии Российской Федерации Виктора Золотова в качестве федерального государственного гражданского служащего. Хинштейн ещё как депутат Госдумы активно работал над законом о Росгвардии и в новой должности курировал вопросы нормативно-правового регулирования, идеологической, пропагандистской и информационной работы. На время работы советником приостанавливал членство в «Единой России». Оставил должность в сентябре 2018 года в связи с избранием в Госдуму.

### Государственная дума VII и VIII созывов
13 июня 2018 года депутат Госдумы VII созыва от Самарской области Надежда Колесникова сложила с себя полномочия в связи с переходом на новую работу. На дополнительных выборах по Самарскому одномандатному округу № 158, прошедших в единый день голосования 9 сентября 2018 года, Александр Хинштейн был выдвинут «Единой Россией» и набрал 56,98 % голосов избирателей (второе место занял кандидат от КПРФ Михаил Абдалкин, получивший 14,46 %).
12 февраля 2019 года Александр Хинштейн занял пост заместителя председателя комитета Госдумы по безопасности и противодействию коррупции. С 23 ноября 2019 года он также стал заместителем секретаря генерального совета партии «Единая Россия» Андрея Турчака. С 22 января 2020 года стал председателем комитета Госдумы по информационной политике, информационным технологиям и связи. Также является членом рабочей группы по анализу и совершенствованию законодательства в сфере деятельности частных охранных организаций и контроля за оборотом оружия при Комитете Государственной думы по безопасности и противодействию коррупции, с инициативой о создании которой выступил в октябре 2018 года.
На прошедших 31 мая 2021 года праймериз «Единой России» Александр Хинштейн стал лидером по Самарскому одномандатному округу и получил право баллотироваться от партии на выборах в Государственную думу VIII созыва.
В сентябре 2021 года Александр Хинштейн избран депутатом Государственной думы VIII созыва от Самарского одномандатного избирательного округа № 158, набрав 51,12 % голосов избирателей.
В октябре 2021 — продлены полномочия председателя Комитета по информационной политике, информационным технологиям и связи.
Представляя Самарскую область, Александр Хинштейн проявил себя как активный борец с коррупцией. После его обращений был лишён полномочий председатель шестого кассационного суда Александр Ефанов, арестован председатель правительства Самарской области Виктор Кудряшов, министры строительства Николай Плаксин и Михаил Асеев и другие высокопоставленные чиновники.
За период работы Александра Хинштейна в Самарской области в его адрес поступило более 30 тысяч обращений жителей, было проведено 128 личных приёмов. Благодаря вмешательству депутата удалось разрешить большое количество проблем, в том числе остановку «точечной застройки», достройку домов для «обманутых дольщиков», возврат средств «обманутым вкладчикам» и ряд других.
Депутатские полномочия прекращены досрочно 11 декабря 2024 года.

### Деятельность в Самаре
За время работы в Самаре с 2011—2016, 2018—2024 годах Александр Хинштейн инициировал восстановление и создание большого числа социально-значимых объектов. По его инициативе, за счёт дополнительно привлечённых средств, в Самаре отреставрировано и продолжает реставрироваться 37 объектов культурного наследия, в числе которых: Польский костёл, Особняк В. М. Сурошникова, Покровский собор, ДК им. Дзержинского и другие. На базе некоторых восстановленных объёктов удалось создать культурно-образовательные пространства: Центр креативных индустрий СамГТУ «АрхСлон» (в Доме купца Головкина/«Доме со слонами»), галерея «Заварка» (в Доме купца М. Д. Маштакова), Музей пожарно-спасательного дела (в Пожарной каланче), МДКЦ «Дирижабль» (в здании бывшего Коммерческого клуба), «Ретро-почта» (в Доме купца Иванова).
Главным подобным проектом, которым Хинштейн занимался более 10 лет, стало восстановление полуразрушенной Фабрики-кухни завода им. Масленникова, памятника конструктивизма в форме серпа и молота 1932 года постройки, где в 2024 году, также по инициативе Хинштейна, был открыт Самарский филиал Государственной Третьяковской галереи.
Александр Хинштейн является основателем Самарского кадетского корпуса МВД России, единственного в России. Впервые с идеей создания кадетского федерального училища Хинштейн выступил весной 2012 года. Местом размещения учебного заведения по предложению депутата стала база закрытого Самарского филиала Саратовского юридического института МВД в посёлке Управленческий. Ремонтные работы были проведены за два года, и 1 сентября 2014 года училище приняло первых воспитанников. При участии Хинштейна в Самаре построено 4 бассейна, 3 вузовских общежития, 2 школы, продолжается строительство Самарского планетария, завершена реконструкция бывшего кинотеатра «Россия» (там открылся детско-молодёжный театр «Мастерская»).
В июле 2023 года в селе Бариновка Нефтегорского района Самарской области состоялось открытие восстановленной и приведённой в рабочее состояние деревянной мельницы 1849 года постройки, единственной сохранившейся в Поволжье. Мельница стояла заброшенной с конца 1980-х годов и постепенно разрушалась. В 2020 году Александр Хинштейн заинтересовался судьбой памятника и вскоре нашёл спонсоров для его восстановления. Вокруг объекта развёрнут культурно-туристический кластер — экопарк «Бариновская мельница».
При содействии Александра Хинштейна в Самаре восстанавливаются Шаховские казармы 1883 года постройки, где базируется региональное управление Росгвардии. Работы ведутся с 2018 года на средства, выделяемые федеральным органом.
По инициативе Хинштейна совместно с Российским военно-историческим обществом в Самаре появился ряд мемориальных объектов: памятники Д. Д. Шостаковичу и А. Н. Толстому, Аллея Маршалов Победы, Мемориал «Генералы Земли Самарской». За счёт внебюджетных источников установлены 31 скульптурная композиция и арт-объект (Дядя Стёпа, Бурлаки, Деточкин, Швейк, Буратино, Клён, Тёма и Жучка, Аленький цветочек и др.). Открыто 24 мемориальных доски, посвящённых выдающимся личностям и событиям, связанным с Самарой. Создан интерактивный Литературный сквер.

### Врио губернатора Курской области

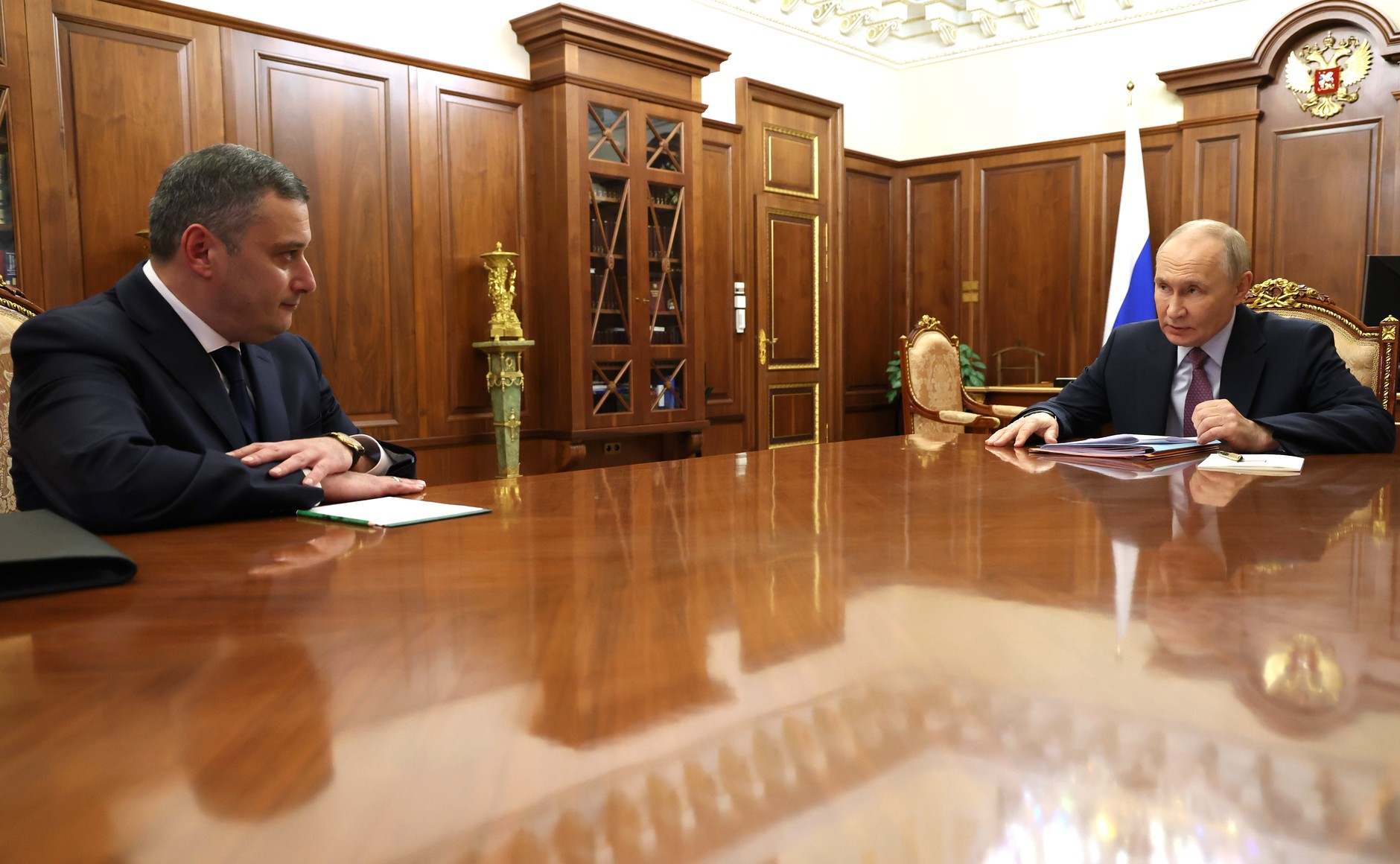
Встреча с Владимиром Путиным, 5 декабря 2024 года

5 декабря 2024 года президент России Владимир Путин назначил Александра Хинштейна врио губернатора Курской области после досрочной отставки новоизбранного главы региона Алексея Смирнова. 7 декабря Хинштейн официально представлен правительству региона.

## Санкции
25 февраля 2022 года, на фоне вторжения России на Украину, включён в санкционный список стран Евросоюза в ответ на решение России признать территории Донецкой и Луганской областей Украины и на решение об отправке туда российских войск.
4 марта 2022 года добавлен в санкционный список Швейцарии.
11 марта 2022 года внесён в санкционный список Великобритании «за признание независимости двух сепаратистских регионов на Украине».
7 сентября 2022 года добавлен в санкционный список Украины.
30 сентября 2022 года был внесён в санкционный список США в ответ на «фиктивные референдумы» и «аннексию территорий Украины российскими оккупационными силами». Государственный департамент отмечает что депутаты единогласно приняли закон о фейках, а некоторые депутаты сыграли ключевую роль в распространении российской дезинформации о войне.
3 февраля 2023 года внесён в санкционный список Канады как причастный к распространению российской дезинформации и пропаганды.
По аналогичным основаниям находится в санкционных списках Австралии, Японии и Новой Зеландии.

## Законотворческая деятельность

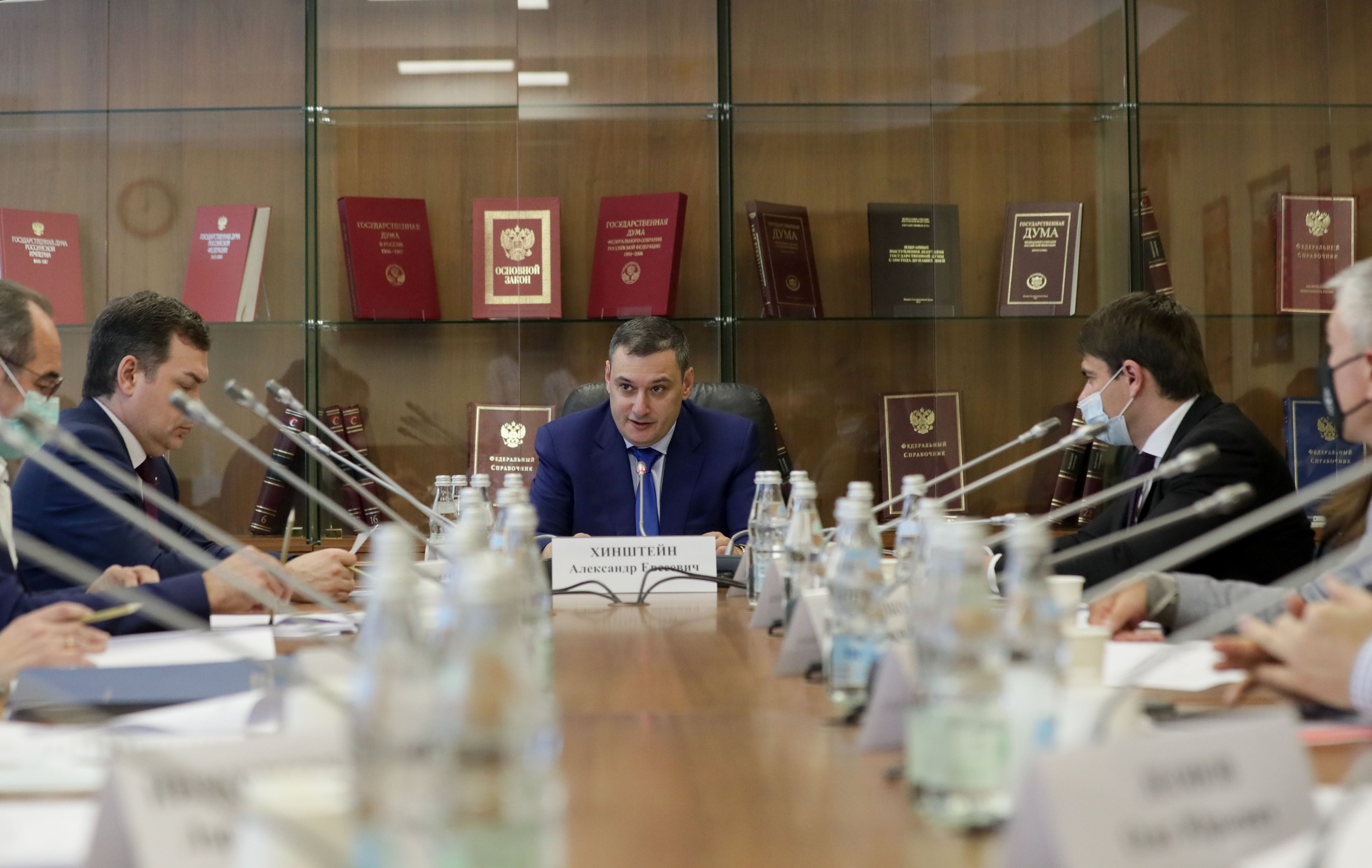
Заседание Комитета по информационной политике, информационным технологиям и связи, 2021 год

С 2003 по 2024 год, в течение исполнения полномочий депутата Государственной думы IV, V, VI и VII созывов, выступил соавтором более 200 законодательных инициатив и поправок к проектам федеральных законов.
Среди законопроектов, созданных и внесённых Александром Хинштейном или при его участии в 2020—2022 годах: закон об усилении защиты персональных данных россиян, закон о праве МЧС и Росгвардии обезвреживать боеприпасы, закон о создании приютов для животных на основе соглашений о государственно-частном партнёрстве и муниципально-частном партнерстве (ГЧП И МЧП), закон о введении ответственности за «фейки» о работе госорганов РФ за рубежом, закон о пожизненном сроке для педофилов-рецидивистов, закон об обязательном упоминании статуса террористических организаций в СМИ, закон о штрафах для соцсетей за неудаление запрещенного контента, закон о санкциях за цензуру против российских СМИ.
В частности, Александр Хинштейн являлся соавтором федерального закона «О деятельности иностранных лиц в интернете», также известного как закон о «приземлении» иностранных IT-гигантов, обязывающего зарубежные информационные ресурсы с суточной аудиторией более 500 тысяч российских пользователей открыть в России филиал или представительство. Ранее российские суды по искам Роскомнадзора уже неоднократно штрафовали Facebook, Instagram, Twitter, TikTok, Google и YouTube за отказ удалить публикации по требованию российских властей. Некоторые из этих компаний также были оштрафованы за отказ локализовать данные пользователей на территории России. Кроме того, в марте 2021 года РКН начал замедлять работу Twitter из-за того, что соцсеть не удаляет твиты по требованию ведомства.
В июне 2021 года Хинштейн, уступив только Павлу Крашенинникову, занял второе место в рейтинге «Коэффициент полезности депутатов Госдумы» по результатам исследований активности парламентариев, которые проводились с апреля по июнь 2021 года. В следующих 2022—2023 годах Хинштейн возглавлял аналогичный рейтинг.
В июле 2023 года Госдума с подачи Хинштейна приняла закон, запрещающий регистрацию на российских сайтах через иностранную электронную почту.
В июне 2024 года в составе группы депутатов о запрете размещения рекламы на ресурсах иностранных или международных организаций, деятельность которых признана нежелательной или экстремистской и запрещена в России. В списке «нежелательных» в России на тот момент числилось 167 организаций, в том числе корпорация «Радио Свободная Европа/Радио Свобода», «Медуза», Sota Media и другие независимые издания.
В июле 2024 года внёс поправку в закон «О рекламе», по которой пользователи социальных сетей с аудиторией более 10 тысяч подписчиков с 1 ноября будут обязаны регистрироваться в Роскомнадзоре под угрозой запрета размещать рекламу, собирать донаты и быть источником репостов.
В конце 2024 года в России был принят закон об ужесточении наказания за утечку персональных данных, его разработка была инициирована Хинштейном двумя годами ранее.
Александр Хинштейн — автор и инициатор многих принятых социально-значимых законопроектов: передача конфискованного и невостребованного оружия «в Росгвардию, Минобороны и иные государственные военизированные организации для выполнения поставленных перед ними задач»; ограничение продажи алкоголя в жилых домах; обязанность органов власти, местного самоуправления и подведомственных им организаций вести паблики в соцсетях; введение штрафов для операторов связи за пропуск звонков с подменных номеров и реализация системы «Антифрод»; предоставление гражданам с инвалидностью средств реабилитации по месту жительства; возрождение системы вытрезвителей; введение правового статуса «Вечных огней» и «Огней памяти»; отмена т. н. «телеком-рабства», свободный доступ провайдеров в многоквартирные дома; блокировка незаконных онлайн-казино и лотерей.

## Общественная деятельность
С 2019 по 2024 год Александр Хинштейн — член президиума Генсовета партии «Единая Россия», переизбран в Высший совет. В 2018—2024 годах — федеральный координатор партпроекта «Историческая память». По его инициативе с 2019 года во всех регионах России и во многих странах мира ежегодно проводится международная акция «Диктант Победы», посвящённая событиям Великой Отечественной войны. В 2025 году в Диктанте Победы приняли участие около четырёх миллионов человек. При поддержке Хинштейна проводятся интеллектуальные исторические игры для школьников на тему Великой Отечественной войны «1418» и «Наша Победа», а также конкурсы на лучший школьный музей памяти Великой Отечественной войны.
Александр Хинштейн — лауреат многих профессиональных премий: «Золотое перо России», «Лучшие перья России», премии А. Боровика, премии ФСБ за лучшее произведение литературы и искусства, премии г. Москвы в области журналистики, премии МВД России за лучшее произведение о деятельности органов, подразделений и служб МВД.
Член Союза журналистов Российской Федерации и Союза журналистов города Москвы, член Президиума Ассоциации юристов России, член наблюдательного совета Российской шахматной федерации, член Президиума Генерального Совета партии «Единая Россия», член Экспертно-консультативного Совета при Председателе Счетной палаты Российской Федерации, член Российского книжного союза.
В 2012 году сыграл в сериале «Золотой запас» эпизодическую роль начальника УСБ (управление собственной безопасности).
В 2022 году, после начала вторжения России на Украину бывший журналист Хинштейн — автор нескольких заявлений в разные инстанции на политиков и деятелей культуры, выступающих против вторжения. По его заявлениям заведено несколько уголовных дел в отношении политиков, а деятели культуры получили запрет на профессию. В апреле 2022 года после депутатского обращения Хинштейна в департамент культуры Москвы Московский «Электротеатр Станиславский» 20 апреля отменил спектакль «Сад» с участием актрисы Юлии Ауг. Спектакль был отменён через несколько часов после того, как депутат обратился в московский департамент культуры, назвав выступающую против российского вторжения на Украину актрису «русофобкой». По версии политика, «да, свободу мнений и свободу творчества — никто не отменял. Но предоставлять такому человеку сцену одного из ведущих столичных государственных (!) театров — выглядит, мягко говоря, странно».
В августе 2022 года Хинштейн обратился в Генеральную прокуратору по факту демонтажа в Новосибирске памятной стелы, посвящённой 45-летию Победы в Великой Отечественной войне. На месте стелы планировалось возвести гостиницу. Глава Следственного комитета России Александр Бастрыкин распорядился возбудить уголовное дело по статье 243 УК РФ «Уничтожение или повреждение памятников истории и культуры». Спустя неделю стелу вернули на прежнее место, а в дальнейшем отреставрировали.
В январе 2025 года обратился к бывшему начальнику ГУВД Москвы Владимиру Пронину с просьбой разместить переселенцев из приграничной зоны в гостинице, которой владеет Пронин, в городе Фатеже на севере Курской области.

## Скандалы и происшествия
После ситуации вокруг «Атолла» в мае 1999 года в отношении Хинштейна было возбуждено уголовное дело по факту использования заведомо подложных документов (статья 327 ч. 3 УК РФ), после того как он показал сотрудникам ГИБДД удостоверение капитана МУРа Матвеева со своей фотографией. Расследование показало, что удостоверение Хинштейну выдал Олег Судаков, бывший помощник начальника Московского таможенного управления Сергея Солдатова, в качестве «документа прикрытия» для расследовательской работы. В журналистской среде уголовное дело связывали с серией публикаций Хинштейна против Владимира Рушайло, получившего в конце мая 1999 года портфель министра внутренних дел. В январе 2000 года сотрудники следственного комитета МВД попытались принудительно вывести Хинштейна в город Владимир для проведения судебно-психиатрической экспертизы, которая была назначена в рамках дела о подложном документе. Однако уже в феврале 2000 года Следственный комитет МВД прекратил уголовное дело в отношении Хинштейна в связи с тем, что совершенные им деяния не представляют большой общественной опасности и не повлекли тяжких последствий. В том же месяце Генеральная прокуратура пересмотрела дело Хинштейна, отменила постановление Следственного комитета и прекратила дело за «отсутствием состава преступления».
18 августа 2001 года у Хинштейна со Строгинского бульвара, где он проживал, был угнан автомобиль Audi A6. Сумма ущерба составила около 600 тысяч рублей.
19 апреля 2002 года Пресненский районный суд Москвы удовлетворил иск о защите чести и достоинства первого заместителя генерального прокурора РФ Юрия Бирюкова к редакции «Московского комсомольца» и лично к Александру Хинштейну. Не соответствующими действительности, а также порочащими честь, достоинство и деловую репутацию Бирюкова были признаны сведения из статей Хинштейна «Лицензия на террор» от 2 ноября 2001 года и «Мандарины на белом снегу» от 4 декабря 2001 года, в которых он обвинял замгенпрокурора в «покровительстве» чеченским экстремистам. 4 июля 2002 года решение утвердил Мосгорсуд.
В начале июня 2002 года в центре Москвы двое неизвестных с металлическим прутом напали на супругу Александра Хинштейна. Избили, ограбили и пытались угнать спортивный Mercedes.
29 мая 2014 года Александр Хинштейн на борту самолёта, совершавшего рейс по маршруту Минеральные Воды — Москва, нарушил правила безопасности. После этого Следственный комитет России обвинил его в том, что он «грубо нарушал требования Воздушного кодекса Российской Федерации и Правила поведения пассажиров», и обратился в Госдуму с просьбой лишить Хинштейна депутатской неприкосновенности. В «Единой России» обсуждался вопрос о членстве Хинштейна в президиуме генсовета. Проведённая проверка Генеральной прокуратуры не выявила административных правонарушений. Реакцию Следственного комитета Хинштейн связал со своим давним конфликтом с главой ведомства Александром Бастрыкиным.
В декабре 2020 года Роскомнадзор потребовал от иркутского сайта «Бабр» удалить опубликованный в 2006 году текст — перепечатку сайта Полит.ру. В статье говорилось, что Хинштейн, якобы, устроил дебош в гостинице в Ижевске на дне рождения друга. В тексте есть комментарий Хинштейна: «Я действительно там был, но никаких действий, нарушающих закон, не совершал».

## Семья
С первой женой Юлией Федотовой познакомился в студенческие годы, брак продлился недолго, детей не было.
Вторая жена — Ольга Полякова (род. 1983). Училась во ВГИКе в мастерской Виталия Соломина. В 2004 году дебютировала в кино под сценическим псевдонимом Поля Полякова. Первой заметной ролью стал фильм Павла Санаева «Нулевой километр». На 2021 год снялась в 39 лентах, в том числе «Закрытая школа», «Ловушка», «Назад в СССР», «Отражение», «Испытательный срок», «Привет от „катюши“», «Полярный рейс», «Мент в законе».
29 апреля 2014 года у них родился сын Артём, в мае 2017 — сын Лев.

## Доходы
Депутат Государственной думы Александр Хинштейн за 2020 год заработал 6,293 миллиона рублей. В 2021 году его доход составил 6,56 миллиона рублей. Имеет земельный участок 1736 м², жилой дом 390,6 м², квартиру 43,3 м² и снегоход. Также две служебные квартиры в пользовании — 207 м² и 122 м². Супруга за 2020 год заработала 78,6 тыс. рублей, имеет в собственности японский внедорожник Infiniti QX 60.

## Награды
- Медаль святого благоверного князя Даниила Московского (РПЦ).
- Награждён ведомственными наградами ФСБ, МВД, Федеральной службы войск национальной гвардии, ФСО, Минюста, ГТК России, ФАПСИ, Спецстроя России, Генеральной прокуратуры, Федеральной миграционной службы, Министерства обороны, МЧС, ФСКН, ГФС, ФСИН, ФССП, Железнодорожных войск Российской Федерации.
- Почётный гражданин Балахны[125], Городца, Шахуньи, Заволжья[126], Семёновского, Воскресенского, Володарского, Ветлужского, Уренского районов.
- Медаль «Защитнику свободной России» (1994).
- Медаль «В память 850-летия Москвы» (1997).
- Медаль «В память 300-летия Санкт-Петербурга» (2003).
- Медаль ордена «За заслуги перед Отечеством» II степени (2003).
- Премия ФСБ России (номинация «Художественная литература и журналистика», 2006) — за книгу «Подземелья Лубянки»[127].
- Орден Почёта (20 апреля 2006) — за активное участие в законотворческой деятельности и многолетнюю добросовестную работу[128][129].
- Благодарность Президента Российской Федерации (2012).
- Почётная грамота Государственной думы (2013).
- Благодарность Правительства Российской Федерации (17 декабря 2014) — за заслуги в законотворческой деятельности и многолетний добросовестный труд[130].
- Почётный знак «За труд во благо земли Самарской» (6 июля 2015) — за значительный вклад в социально-экономическое развитие Самарской области
- Почётный знак Государственной думы «За заслуги в развитии парламентаризма» (2015).
- Медаль ордена РПЦ Святого равноапостольного князя Владимира (2015).
- Орден «За заслуги перед Отечеством» IV степени (25 января 2017) — за достигнутые трудовые успехи, активную общественную деятельность и многолетнюю добросовестную работу[131].
- Почётная грамота Президента Российской Федерации (8 декабря 2018) — за заслуги в укреплении законности, защите прав и свобод граждан[132]
- Почётный знак Самарской Губернской думы «За служение закону» (2019)[133].
- Почётный знак Союза журналистов России «За заслуги перед профессиональным сообществом» (2020)[134].
- Орден Александра Невского (9 ноября 2020) — за большой вклад в укрепление российской государственности, развитие парламентаризма и активную законотворческую деятельность[135].
- Орден Дружбы (2023)[136].
- Медаль Столыпина П. А. II степени (2024)[137].
- Почётный гражданин г. о. Самара (2024)[138].